# Wspólnota administracyjna Ländereck
Wspólnota administracyjna Ländereck (niem. Verwaltungsgemeinschaft Ländereck) - wspólnota administracyjna w Niemczech, w kraju związkowym Turyngia, w powiecie Greiz. Siedziba wspólnoty znajduje się w miejscowości Seelingstädt. Powstała 1 grudnia 1991. Pomiędzy 7 lutego 2013 a 31 grudnia 2023 jej nazwa brzmiała Wünschendorf/Elster, a siedziba jej znajdowała się w miejscowości Wünschendorf/Elster. Dzień później nazwę wspólnoty zmieniono na pierwotną. 
1 stycznia 2012 do wspólnoty dołączyła gmina Wünschendorf/Elster, a 31 grudnia 2013 gmina Teichwitz.
Wspólnota administracyjna zrzesza dziesięć gmin wiejskich:
1. Braunichswalde
2. Endschütz
3. Gauern
4. Hilbersdorf
5. Kauern
6. Linda b. Weida
7. Paitzdorf
8. Rückersdorf
9. Seelingstädt
10. Teichwitz

1 stycznia 2024 ze wspólnoty wystąpiła gmina Wünschendorf/Elster, która po połączeniu z miastem Berga/Elster utworzyła nowe miasto Berga-Wünschendorf.